# Talgar (distrito)
Talgar (em cazaque:  Талғар ауданы, Talǵar aýdany) é um distrito da Almaty (região) no Cazaquistão. O centro administrativo do distrito é a vila de Talgar.
Consiste num avental aluvial formado pelo rio Talgar, estendendo-se para norte a partir dos picos glaciares do Trans-Ili Alatau (encimado pelo Pico Talgar, 4,973 m), uma extensão dos flancos do norte das Montanhas Tien Shan. População: 184 834 (2013 estimativa); 170,221 (Resultados do Censo 2009); 132,692 (Resultados do Censo de 1999).

## Lista de assentamentos
- Beskainar